# 정강민
정강민(鄭康玟, 2004년 2월 18일 ~ )는 대한민국의 축구 선수로, 포지션은 오른쪽 풀백, 오른쪽 윙어, 중앙 미드필더이다. 현재 전남 드래곤즈 소속이다.